# Holýšov
Holýšov (deutsch Holeischen, auch Holleischen) ist eine Stadt in Tschechien. Sie liegt 26 Kilometer südwestlich des Stadtzentrums von Plzeň und gehört zum Okres Plzeň-jih.

## Geographie

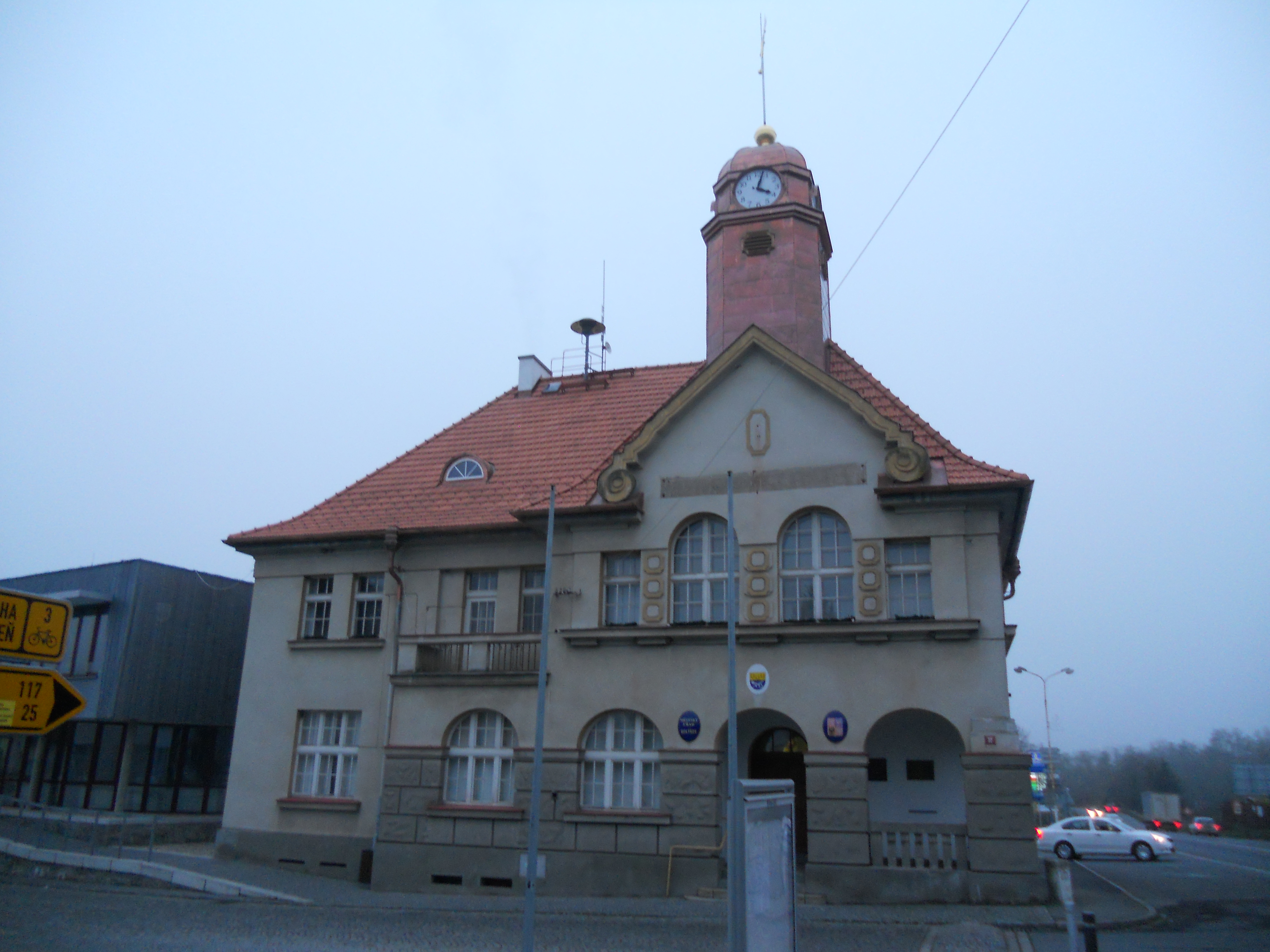
Rathaus

Holýšov befindet sich am rechten Ufer der Radbuza im Pilsener Hügelland. Nordöstlich erhebt sich der Trný (516 m) und im Südosten der Makový vrch mit Bunkeranlagen des Tschechoslowakischen Walls. Im Norden befindet sich ein ehemaliges Militärgelände. Durch die Stadt führt die Staatsstraße 26 zwischen Pilsen und Furth im Wald. Am südwestlichen Stadtrand mündet die Chuchla in die Radbuza.
Nachbarorte sind Nový Dvůr, Hamerský Mlýn, Lisov und Hradec im Norden, Střelice, Stod und Lelov im Nordosten, Líšina, Čelákovy und Zemětice im Osten, Merklín, Lhota und Vytůň im Südosten, Dolní Kamenice und Horní Kamenice im Süden, Ohučov im Südwesten, Kvíčovice und Neuměř im Westen sowie Trubce, Hradišťany und Honezovice im Nordwesten.

## Geschichte
Die erste urkundliche Erwähnung von Holýšov stammt aus dem Jahre 1273. Zu dieser Zeit war das Dorf Teil der Besitzungen des Klosters Chotěšov. Nach dessen Zerstörung durch die Hussiten im Jahre 1421 gehörte Holýšov verschiedenen weltlichen Besitzern und wurde im 16. Jahrhundert geteilt. Bis 1623 waren die Fürsten Lobkowitz Grundherren von Holýšov, danach kam das Dorf wieder zum Kloster Chotěšov. Nach dessen Säkularisation im Jahre 1782 erwarb Fürst Karl Alexander von Thurn und Taxis 1822 die Herrschaft Chotěšov für 1.080.000 Gulden aus dem Religionsfonds. Die Thurn und Taxis hielten die Güter in Holýšov bis 1919.
Am Anfang des 19. Jahrhunderts setzte südöstlich von Holýšov im Becken von Wittuna (Vytůň) der Abbau von Steinkohle ein. Außerdem wurden in der Umgebung des Dorfes auch Blei, Silber, Zink und Graphit gefördert. 1850 lebten in Holýšov 343 Menschen. 1897 gründete Andreas Ziegler in Holleischen eine Spiegelglashütte. Durch diese Glasfabrik, die eine der modernsten der k.u.k. Monarchie war, erhielt der Ort zunehmend städtischen Charakter. Im Jahre 1900 hatte Holýšov etwa 700 Einwohner und 1930 waren es 1.597. 1934 stellte die Spiegelglasfabrik den Betrieb in Holýšov ein und verlagerte ihre Produktion. 1938 entstanden südlich des Ortes leichte Befestigungsanlagen des Tschechoslowakischen Walls.
Nach dem Münchner Abkommen wurde Holeischen im Herbst 1938 zum Landkreis Mies des neuen Reichsgaus Sudetenland eingegliedert und gehörte damit von 1939 bis 1945 zum Deutschen Reich. Der amtliche Name des Dorfes war in dieser Zeit Holeischen. 1939 lebten in Holeischen 1359 Menschen. Während der Zeit des Nationalsozialismus wurden die Betriebsanlagen der Spiegelfabrik zu einem Rüstungsbetrieb umgebaut. Die Metallwerke Holleischen GmbH (MWH) produzierte Munition und Flugzeugabwehrgeschütze. Im Hořina-Wald links der Radbuza entstand wenig später ein zweites Werk. Für die Beschäftigten des Rüstungsbetriebes entstand 1940 die Siedlung (heute Vyhledy) und es eröffnete ein Kasino. 1942 entstand der Bahnhof und es wurden fünf Kriegsgefangenenlager errichtet. Als Arbeitskräfte wurden ab 1944 auch weibliche KZ-Häftlinge eingesetzt, für die ab April 1944 einen Kilometer von Holleischen auf einem landwirtschaftlichen Gut ein Außenlager des KZ Ravensbrück eingerichtet wurde. Am 1. September 1944 wurde das Lager an das KZ Flossenbürg angeschlossen. Es bestand bis zum 3. Mai 1945 und wurde durch die polnische Untergrundarmee Narodowe Siły Zbrojne befreit. Weiterhin bestand bis zum 31. Januar 1945 ebenfalls ein Konzentrationslager für Männer, die im Werk II arbeiten mussten. Insgesamt hatten die Metallwerke Holleischen GmbH 8.000 Beschäftigte, hinzu kamen knapp 2.000 Gefangene und KZ-Häftlinge. Holleischen war zugleich Ausbildungslager für das weibliche KZ-Wachpersonal der Flossenbürger Außenlager. Bis zum Ende des Zweiten Weltkrieges stieg die Bevölkerungszahl von Holeischen dadurch stark an. 1945 wurde die MWH durch Bombenangriffe stark zerstört, durch Angriffe auf die Bahnstrecke erlitten auch Teile des Ortes Schäden.
Nach dem Kriegsende wurden die Lager als Internierungslager für Deutsche genutzt. Auf dem Gelände der MWH entstand ein Maschinenbauunternehmen. Das frühere Werk II im Hořina-Wald erhielt eine neue Verwendung als Kaserne, heute ist dort ein Industriegelände. Am 1. Juli 1960 wurde Holýšov zur Stadt erhoben. Zum 1. Januar 2021 wechselte die Stadt vom Okres Domažlice in den Okres Plzeň-jih.

## Stadtgliederung
Die Stadt Holýšov besteht aus den Ortsteilen Dolní Kamenice (Unter Kamenzen) und Holýšov (Holeischen). Grundsiedlungseinheiten sind Dolní Kamenice, Holýšov und Nový Dvůr (Neuhof). Zu Holýšov gehören außerdem die Ansiedlungen Hamerský Mlýn (Hammermühle) und Vytůň (Wittuna).
Das Gemeindegebiet gliedert sich in die Katastralbezirke Dolní Kamenice u Staňkova und Holýšov.

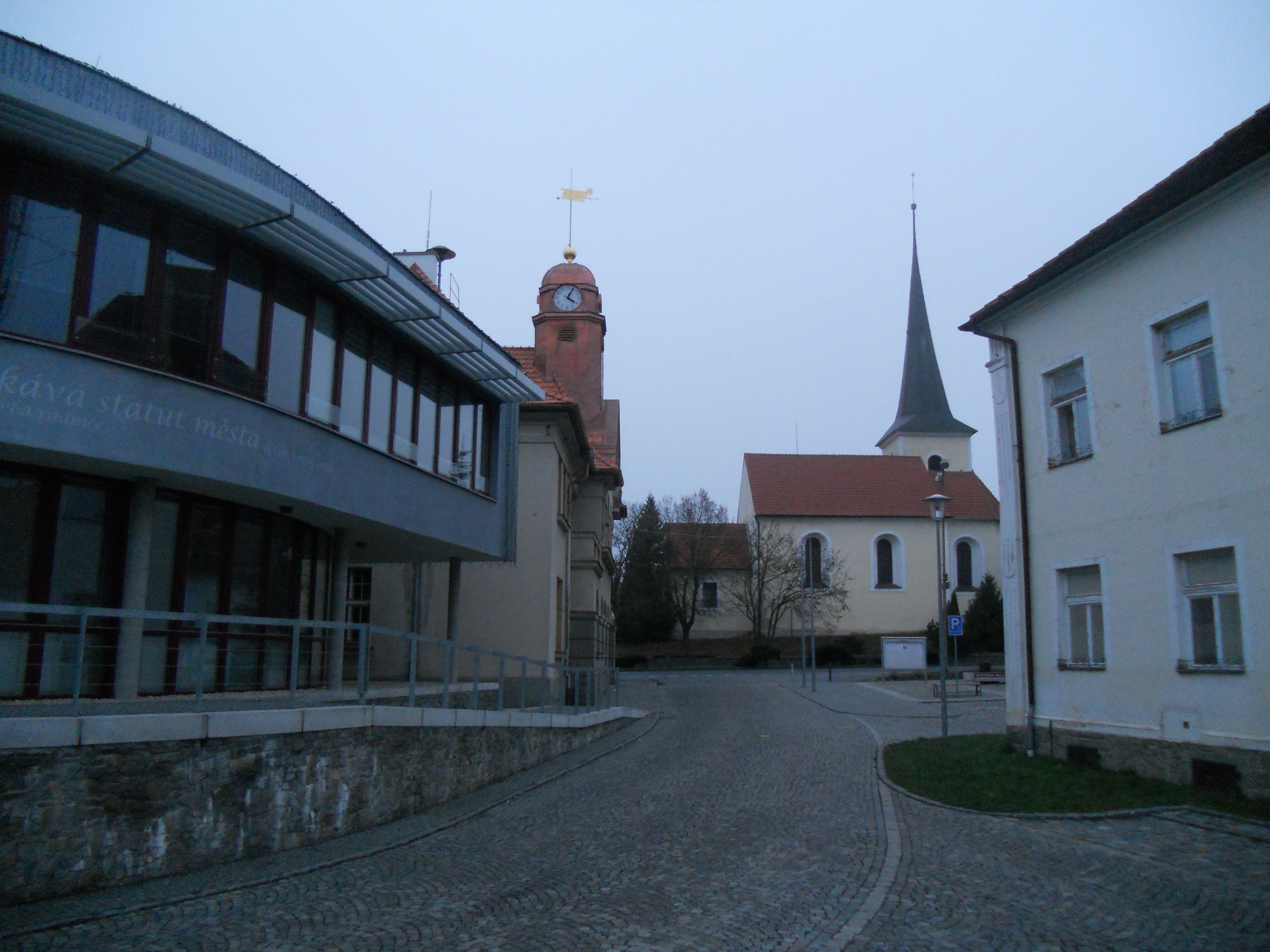
Stadtplatz
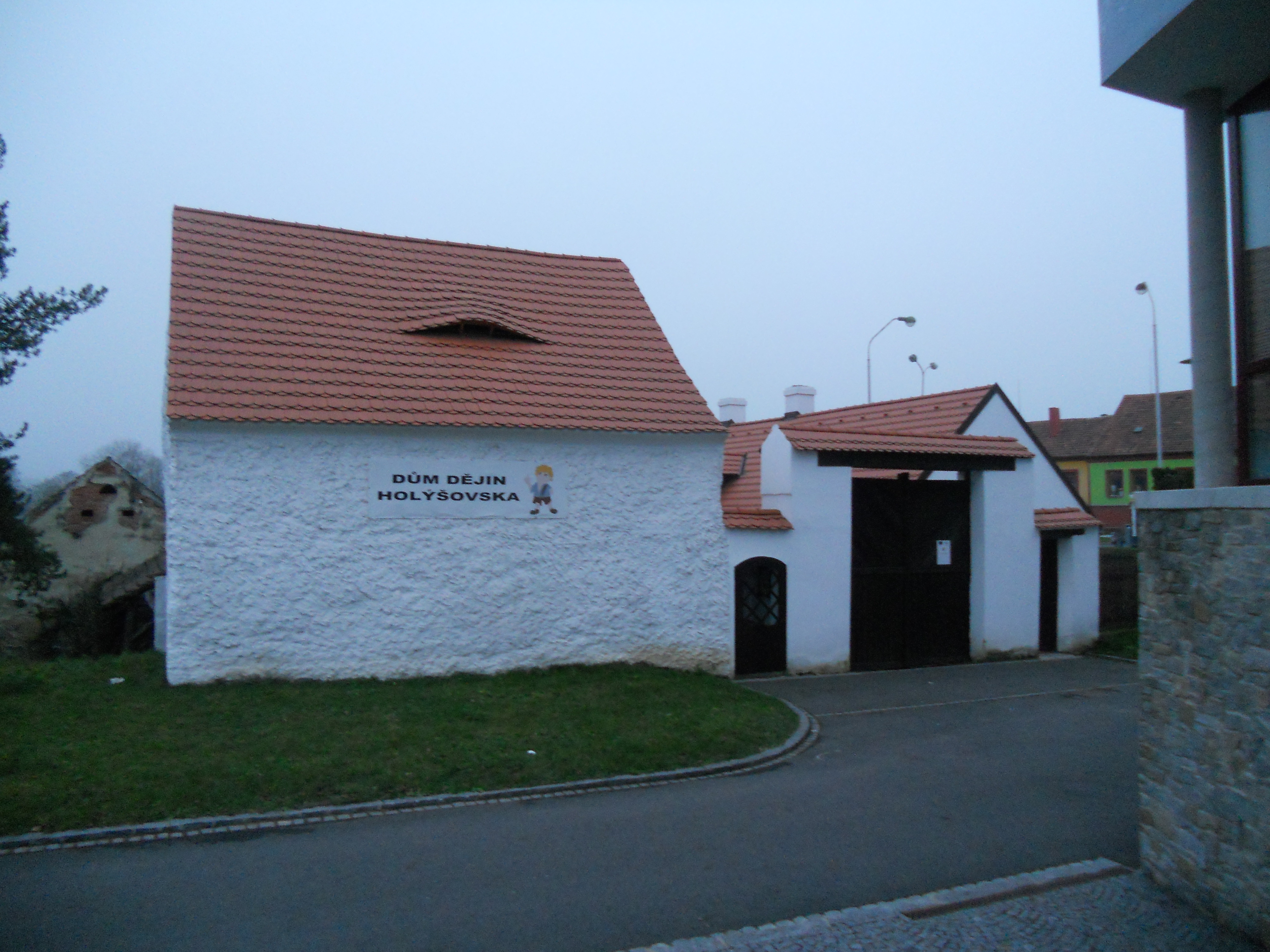
Museum – Haus der Geschichte der Region Holýšovsko
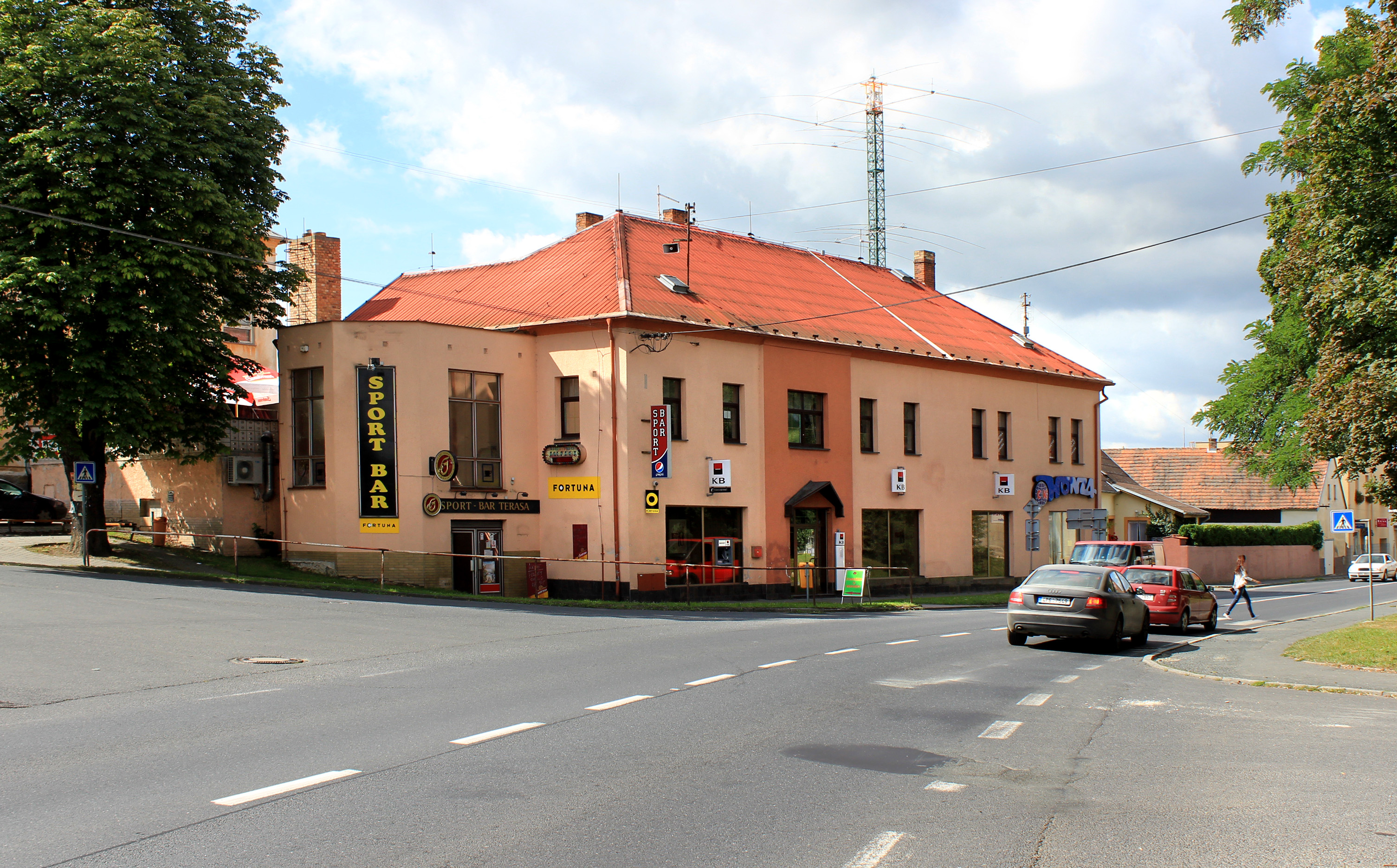
Stadt
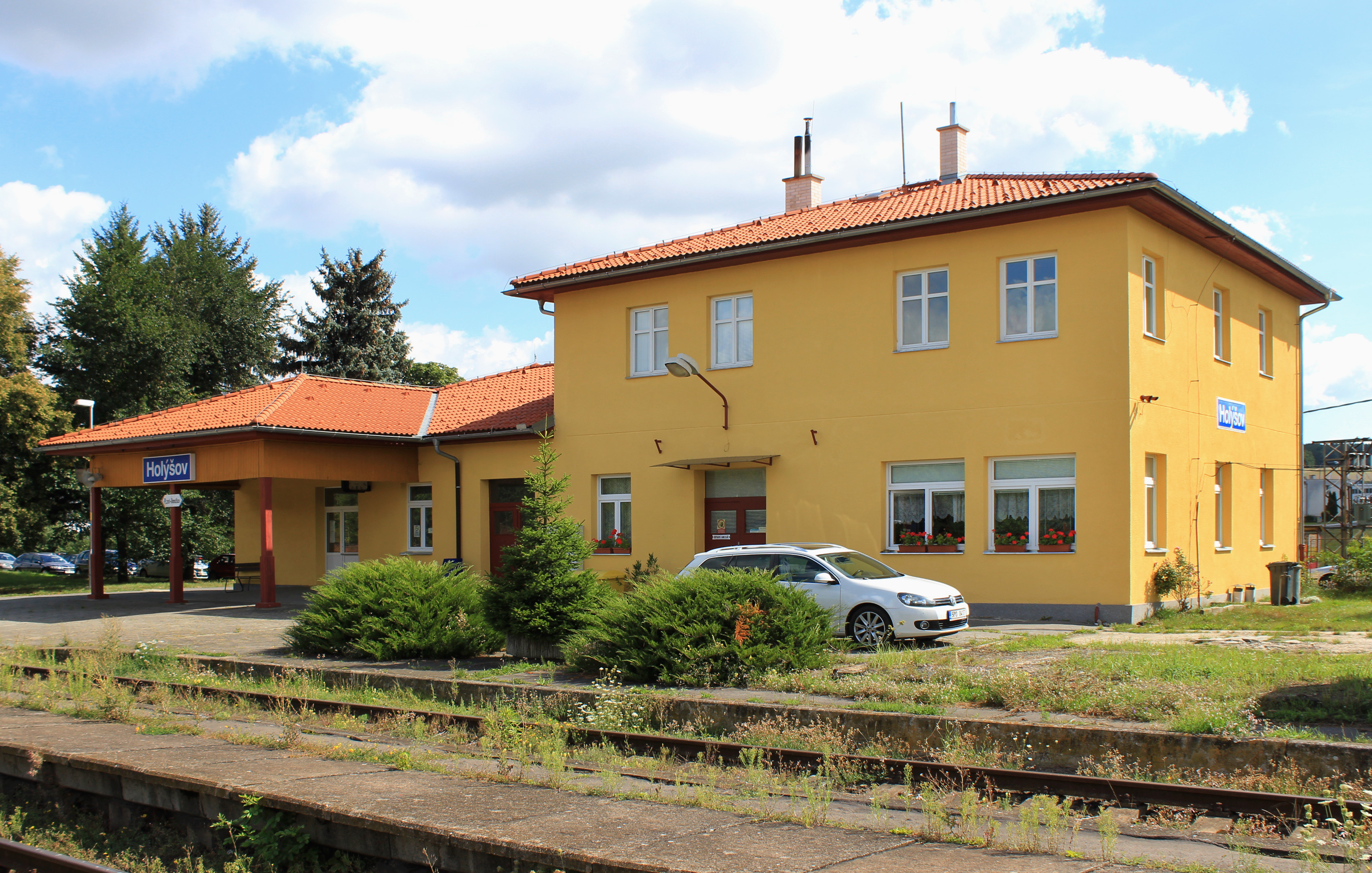
Bahnhof
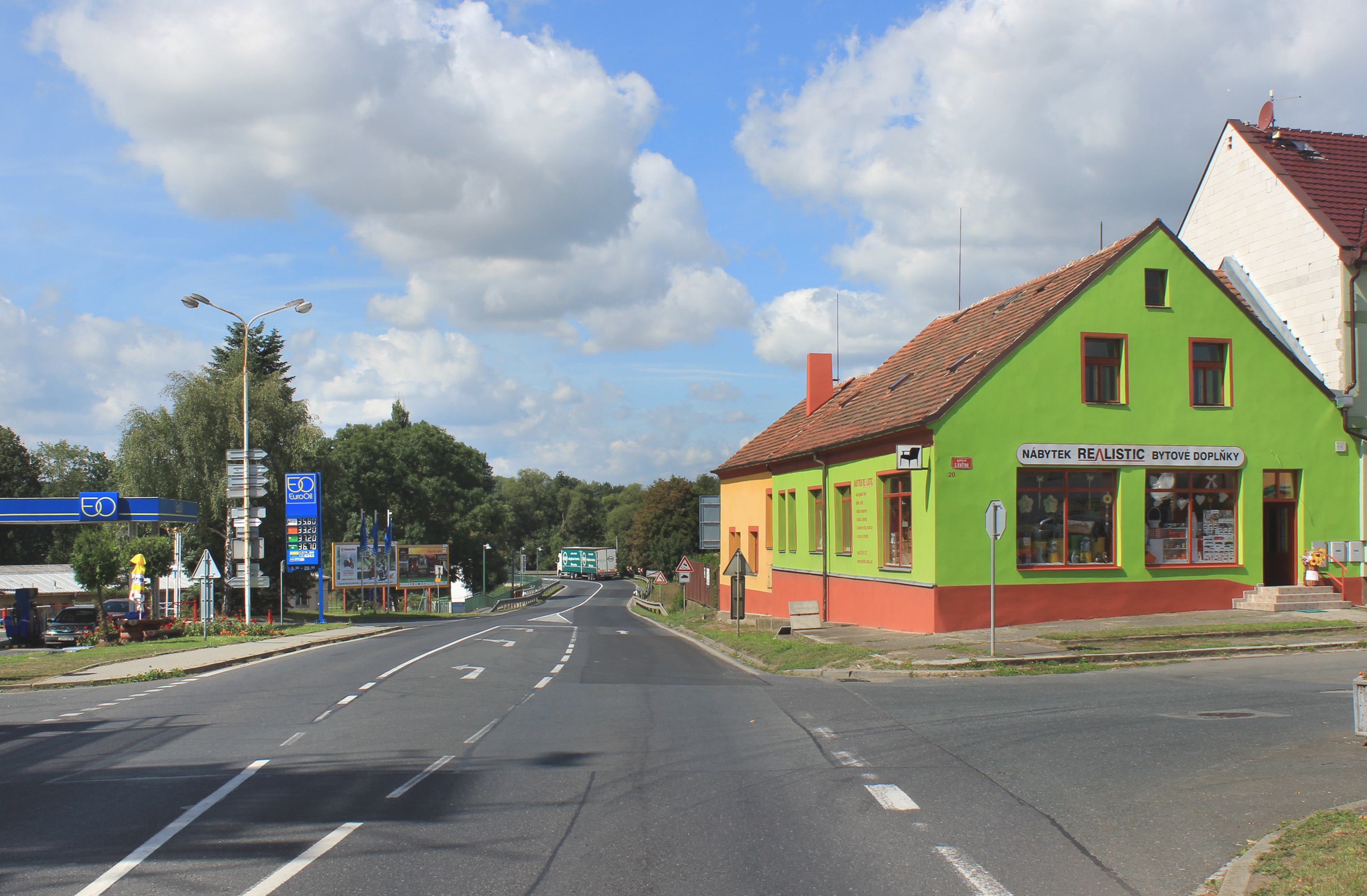
Straße Nr. 23

## Partnergemeinde
- Kümmersbruck, Deutschland; Die Partnerschaft besteht seit 1992; seit 2005 findet auch ein regelmäßiger Jugendaustausch statt.

## Sehenswürdigkeiten

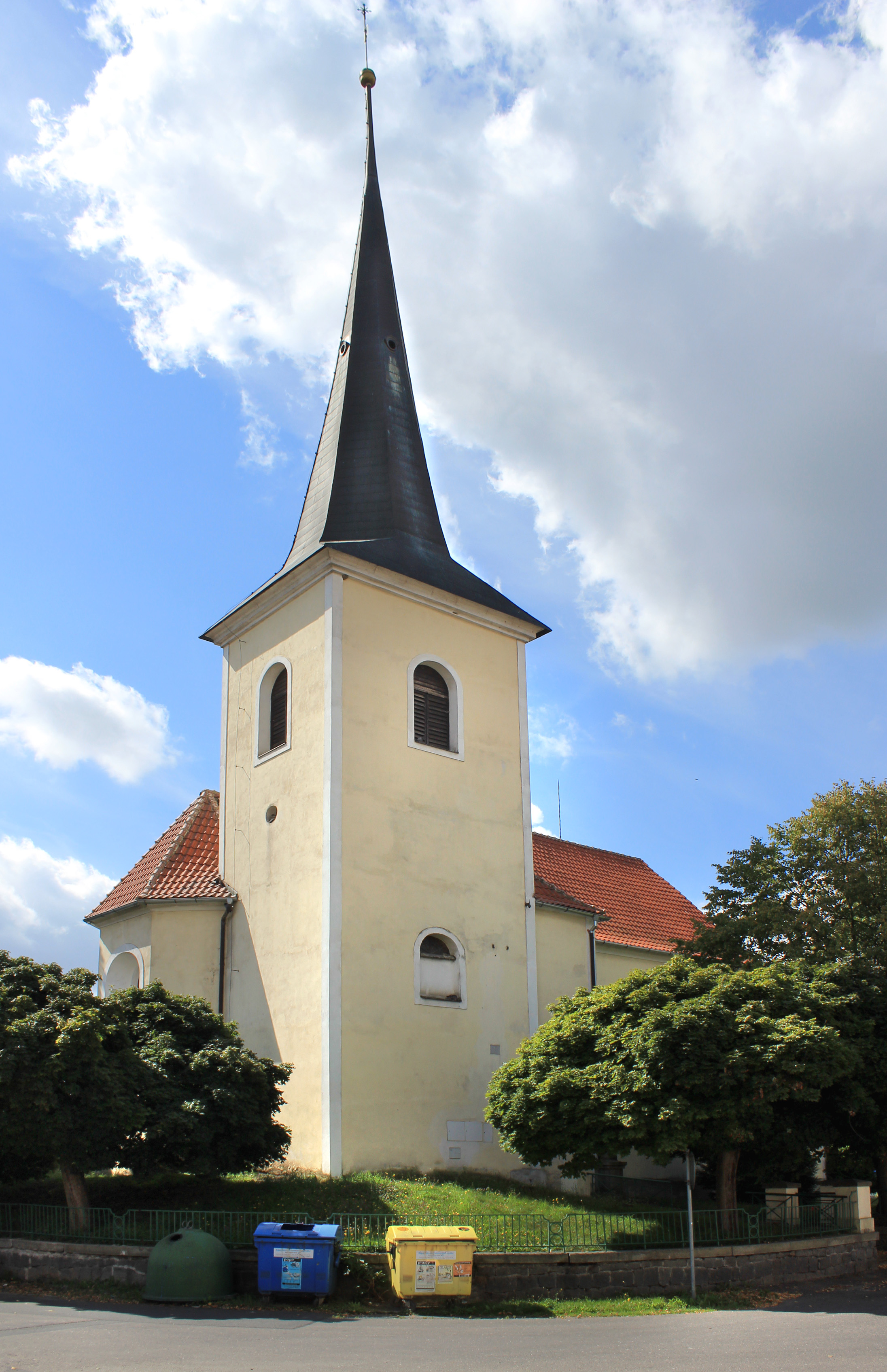
Kirche St. Peter und Paul

- Kirche St. Peter und Paul, der seit 1352 nachweisbare und früher gotische Bau erhielt 1743 eine barocke Umgestaltung
- Bunkeranlagen des Tschechoslowakischen Walls
- Siedlung Vyhledy erbaut ab 1940
- Reste einer Burgstätte aus der Bronze- und Hallstattzeit auf dem Trný

## Wirtschaft
Die Daimler AG unterhält in Holýšov ein Werk ihrer Tochter EvoBus (EvoBus Česká republika s.r.o.) mit 360 Mitarbeitern (Stand: 31. Dezember 2013) zur Fertigung von Rohbaukomponenten und -segmenten für die Omnibusproduktion in Mannheim. 2018 waren es schon 640 Mitarbeiter. Nach der Erweiterung 2019 um 13 ha werden in der Fabrik 1040 Mitarbeiter arbeiten.